# Santa Catarina, Nuevo León
Santa Catarina là một đô thị thuộc bang Nuevo León, México. Năm 2005, dân số của đô thị này là 259896 người.